# Trophon dispar
Trophon dispar is een slakkensoort uit de familie van de Muricidae. De wetenschappelijke naam van de soort is voor het eerst geldig gepubliceerd in 1889 door Mabille & Rochebrune.